# Celebichneumon rufinus
Celebichneumon rufinus är en stekelart som beskrevs av Heinrich 1934. Celebichneumon rufinus ingår i släktet Celebichneumon och familjen brokparasitsteklar. Inga underarter finns listade.